# Ellrich
Ellrich är en stad i Landkreis Nordhausen i förbundslandet Thüringen i Tyskland.

## Bilder
|  |
|  |

|  |
|  |